# Vizio
Vizio est un fabricant américain d'appareils électroniques, basé à Irvine en Californie. La marque est fondée en octobre 2002 par William Wang, Laynie Newsome et Ken Lowe.
Vizio produit actuellement des téléviseurs LCD. Amtram, une entreprise taïwanaise, fut l'un de ses principaux actionnaires.

## Histoire
L'entreprise débute en 2002 avec 600 000 dollars et seulement trois employés. En 2006, le chiffre d'affaires est estimé à 700 millions de dollars, et à 2 milliards en 2007.
En août 2007, Vizio devient la marque la plus vendue en Amérique du Nord, avec plus de 600 000 écrans vendus au quatrième trimestre 2007, soit une augmentation de 76 % par rapport au trimestre précédent. Ses parts de marché sont passées de 9,4 % à 14,5 %.
Le 11 février 2009, le cofondateur de la marque Laynie Newsome annonce l'arrêt de la production de téléviseurs plasma, pour se recentrer sur la technologie LCD. Cette décision intervient à la suite de mauvaises ventes.
En juillet 2016, LeEco annonce l'acquisition de Vizio, pour 2 milliards de dollars, mais l'échec de l'opération est rendu public en avril 2017.